# Thomas Cooper (militant politique)
Pour les articles homonymes, voir Thomas Cooper.
Thomas Cooper  (22 octobre 1759 - 11 mai 1839) était un philosophe politique, un adepte du courant matérialiste et un professeur américain.
Bien qu'il ne soit pas très connu au XXIe siècle, ses idées pesèrent dans la vie politique de l'époque. Plusieurs critiques du courant matérialiste se sont penchés sur ses écrits au XVIIIe siècle, et le prirent à partie bien plus qu'à l'encontre du célèbre Joseph Priestley.

## Biographie
Thomas Cooper naît à Westminster à Londres au Royaume-Uni. Il entreprend des études à l'université d'Oxford mais ne parvient pas à obtenir un diplôme
Menacé et persécuté jusque dans sa maison à cause de sa sympathie non voilée envers les idées de la récente Révolution française, il se sent contraint à immigrer en 1794 aux États-Unis tout comme Priestley. Il débute alors une carrière judiciaire dans le comté de Northumberland en Pennsylvanie. Il devient juge président du Quatrième District de Pennsylvanie entre 1806 et 1811. Tout comme son ami Priestley, qui vit alors également à Northumberland, il sympathise avec des anti-fédéraux et prend part au mouvement contre la loi Sedition Act et participe à la création d'un article de journal en 1799 écrit à l'encontre du Président américain John Adams.
Il est alors déchu de sa fonction de juge en 1811 pour sa conduite et même emprisonné. Comme Priestley, il était toutefois apprécié de Thomas Jefferson qui l'aide à avoir un poste de premier professeur de loi et de science naturelle à l'Université de Virginie. Il est néanmoins forcé de quitter son poste sous la pression du clergé local qui n'apprécie pas ses idées.
Après avoir servi à la chaire de chimie du Dickinson College à Carlisle (1811-1814) et à l'Université de Pennsylvanie (1818-1819), il devient professeur de chimie au South Carolina College (aujourd'hui Université de Caroline du Sud) en 1819. Plus tard, il donne également des cours de politiques économiques. De 1821 à 1833, il devient président du collège malgré l'opposition des religieux de la région.
Thomas Cooper meurt le 11 mai 1839 à Columbia en Caroline du Sud et est enterré dans l'église Trinity Episcopal Church à Columbia. L'Université de Caroline du Sud dispose d'une bibliothèque à son nom et la Thomas Cooper Society Medal for Lifetime Achievement est un prix offert par l'université dans le domaine des Arts et des Lettres.

## Ses idées
À son arrivée aux États-Unis, Cooper a une bonne impression du pays contrairement au Royaume-Uni. Il écrit ainsi : « Il y a une petite critique à faire sur le gouvernement américain, aussi bien sur le principe que sur la pratique… nous n'avons aucune animosité concernant la religion ; c'est un sujet à propos duquel on ne pose pas de question… L'agacement actuel des pensées humaines en Grande-Bretagne, et l'état de discorde de la société dans la politique n'existe pas ici. Le gouvernement est le gouvernement du peuple, pour le peuple ».
En 1831, son point de vue change et il écrit alors en parlant des États-Unis: « Dans nul autre pays, il existe autant de liberté dans les lois. Mais il n'y aucun autre pays disposant d'un esprit de persécution à l'encontre des autres opinions que dans ce pays. C'est un pays très tolérant en théorie mais tellement bigot en pratique ».
Il est ami avec Thomas Jefferson, James Madison et avec plusieurs gouverneurs de Caroline du Sud. En philosophie, il est matérialiste tandis qu'il est libre penseur dans le domaine religieux. Ses idées politiques et religieuses lui apportèrent de nombreux ennemis.
Au milieu des années 1780, alors qu'il est encore en Europe, Cooper est favorable à l'abolition de l'esclavage. Il change pourtant son point de vue en arrivant aux États-Unis. Il doute en effet que les terres agricoles de la Caroline du Sud et de la Géorgie puissent être cultivées sans le travail des esclaves... Les historiens se posent de nombreuses questions à son sujet concernant son changement face à ce problème et se demandent s'il ne l'a pas fait pour se faire mieux voir dans une région où l'esclavage était apprécié…
Lors de son procès faisant suite à son attaque écrite contre le Président Adams, il se défend en disant : « Je sais que le roi d'Angleterre ne peut jamais se tromper mais je ne savais pas jusqu'à présent que le Président des États-Unis avaient les mêmes attributs ».
Cooper était agnostique mais ne rejetait pas totalement la notion de vie ou de mort. Il rejetait le concept de l'évolution mais croyait en une vieille planète qui aurait connu une arrivée tardive de l'homme basée sur les écrits de la bible : « Aucune des découvertes de restes humains que ce soit à Engis, à Cro-Magnon, ou à Mentome, ne permet aux scientifiques de discréditer la thèse biblique de l'introduction de l'homme par le Créateur. » Cooper pensait donc que dieu avait quand même créé l'homme.
Cooper était un fervent défenseur de la liberté d'expression. Il pensait d'ailleurs que les États-Unis avaient encore d'énormes progrès à réaliser dans le domaine: "l'importance de la liberté d'expression n'est pas encore appréciée comme elle le devrait dans ce pays ". Il se plaignait du clergé: "le clergé de ce pays...fait front dans la persécution des Hommes qui montrent d'autres opinions métaphysiques que la sienne".